# Galerie d’Orléans

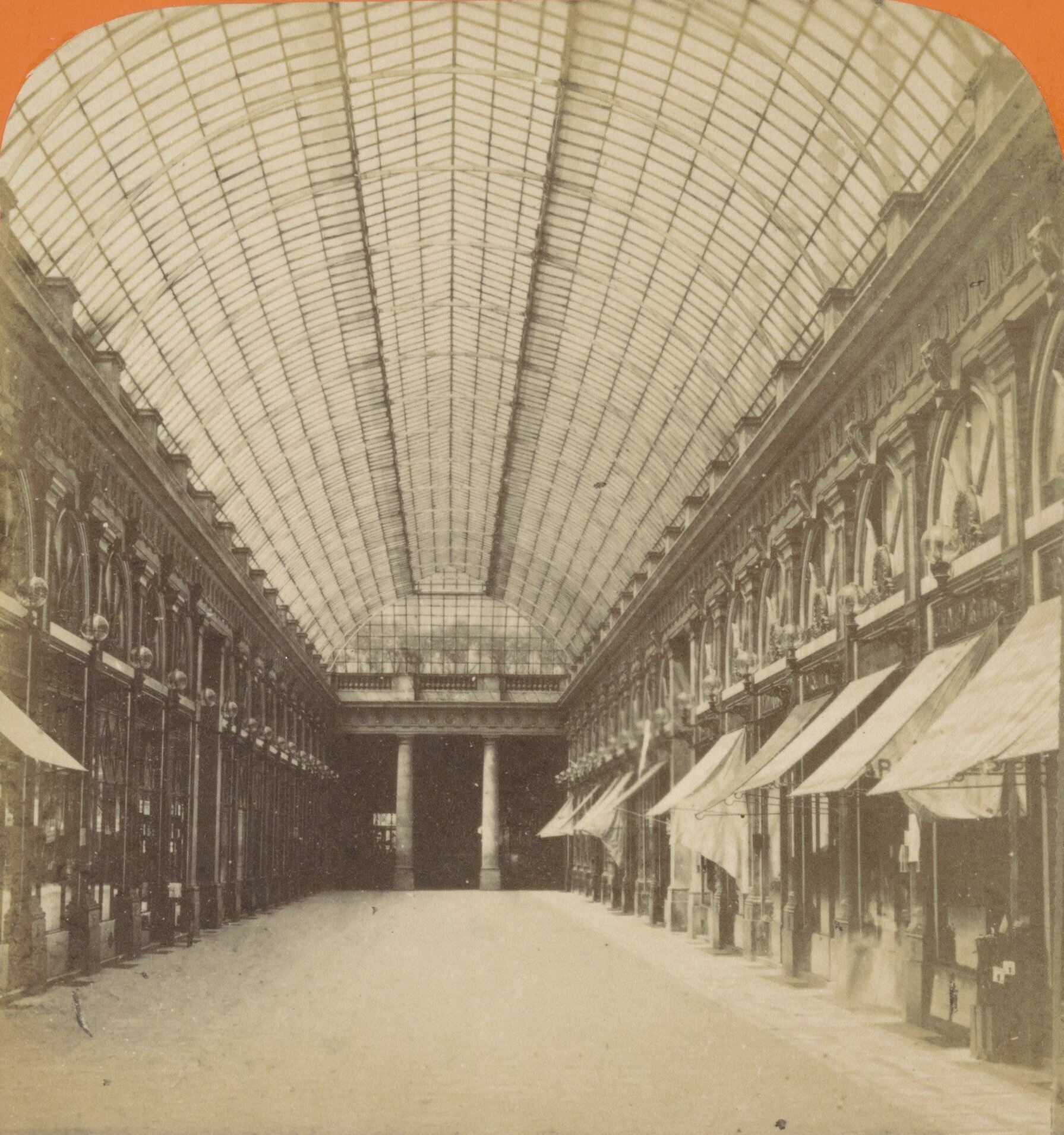
Galerie d’Orléans, um 1860/70

Die Galerie d’Orléans war eine überdachte Ladenpassage und bezeichnet heute den an ihrer Stelle befindlichen Hof zwischen dem Ehrenhof und dem Garten des Palais Royal in Paris. Sie trägt den Titel ihres Bauherrn, dem Herzog von Orléans und späteren König Louis-Philippe I., der sie 1829 bis 1831 nach Entwürfen von Pierre-François-Léonard Fontaine im Rahmen der Restaurierung und des Umbaus des Palais Royal errichten ließ. 1935 wurde sie bis auf die Kolonnaden entfernt, wodurch das architektur- und ingenieurgeschichtlich bedeutende Glasdach verloren ging. Es handelte sich um eine der ersten für die Architektur des 19. Jahrhunderts in Paris so typischen Ladenpassagen.

## Beschreibung

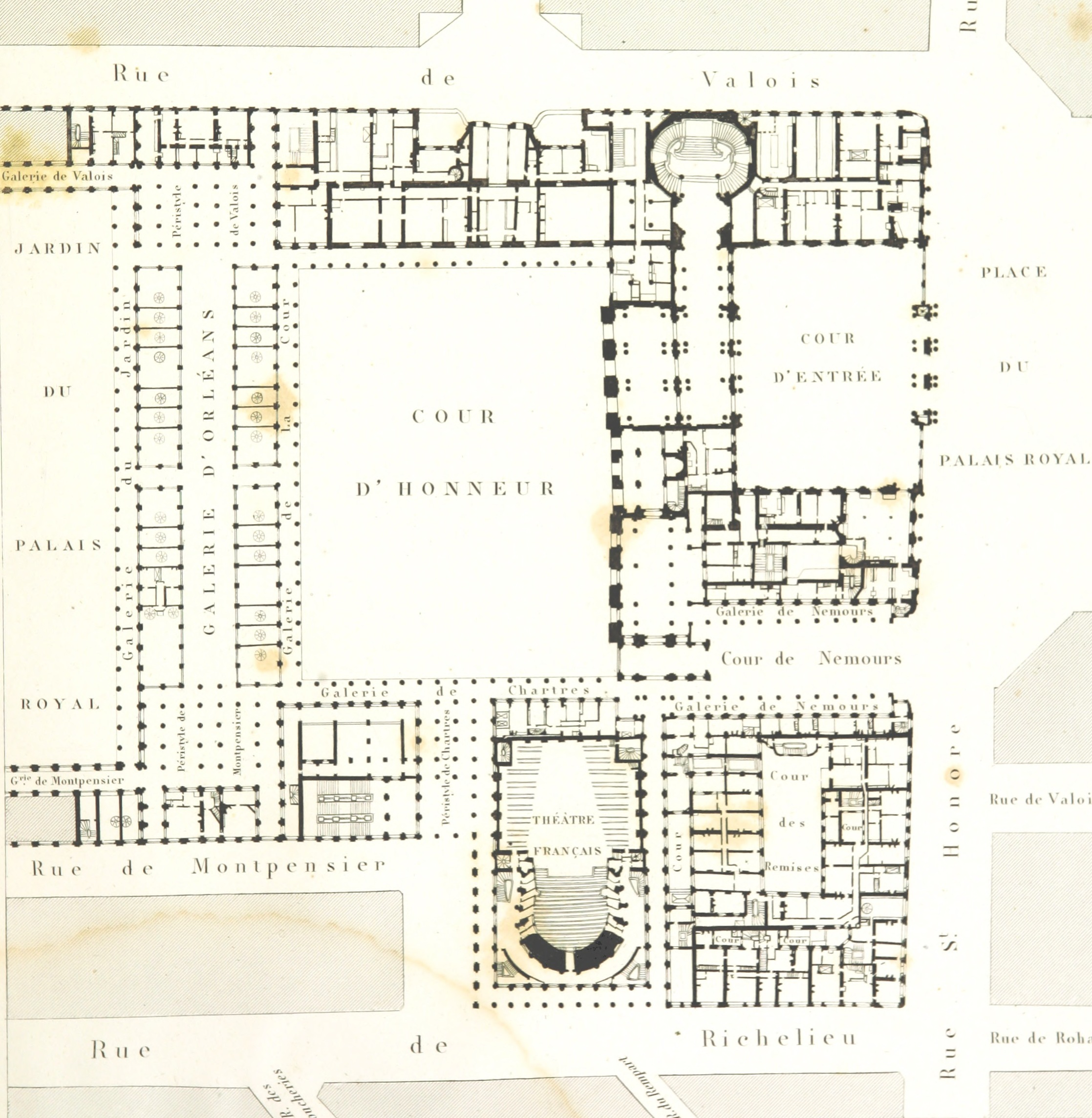
Plan des Palais Royal mit der Galerie d’Orléans links (1833), Norden ist etwa links

Die Galerie d’Orléans ist Teil des Palais Royal und liegt zwischen dem Ehrenhof (Cour d’Honneur) im Süden und dem Garten (Jardin du Palais Royal) im Norden. Zum Ehrenhof wird sie durch eine Kolonnade, die als Galerie du Jardin bezeichnet wird, begrenzt und zum Garten durch eine identische Kolonnade, die als Galerie de la Cour bezeichnet wird. Diese beiden Kolonnaden sind die einzigen baulichen erhaltenen Reste der Galerie. Im Osten befindet sich der Péristyle de Valois, der den Durchgang zur Rue de Valois gewährt und im Westen der Péristyle de Montpensier, der den Durchgang zur Rue de Montpensier ermöglicht. Im Südwesten schließt sich nach Süden die Galerie de Chartres an, im Nordwesten nach Norden die Galerie de Montpensier und im Nordosten nach Norden die Galerie de Valois.

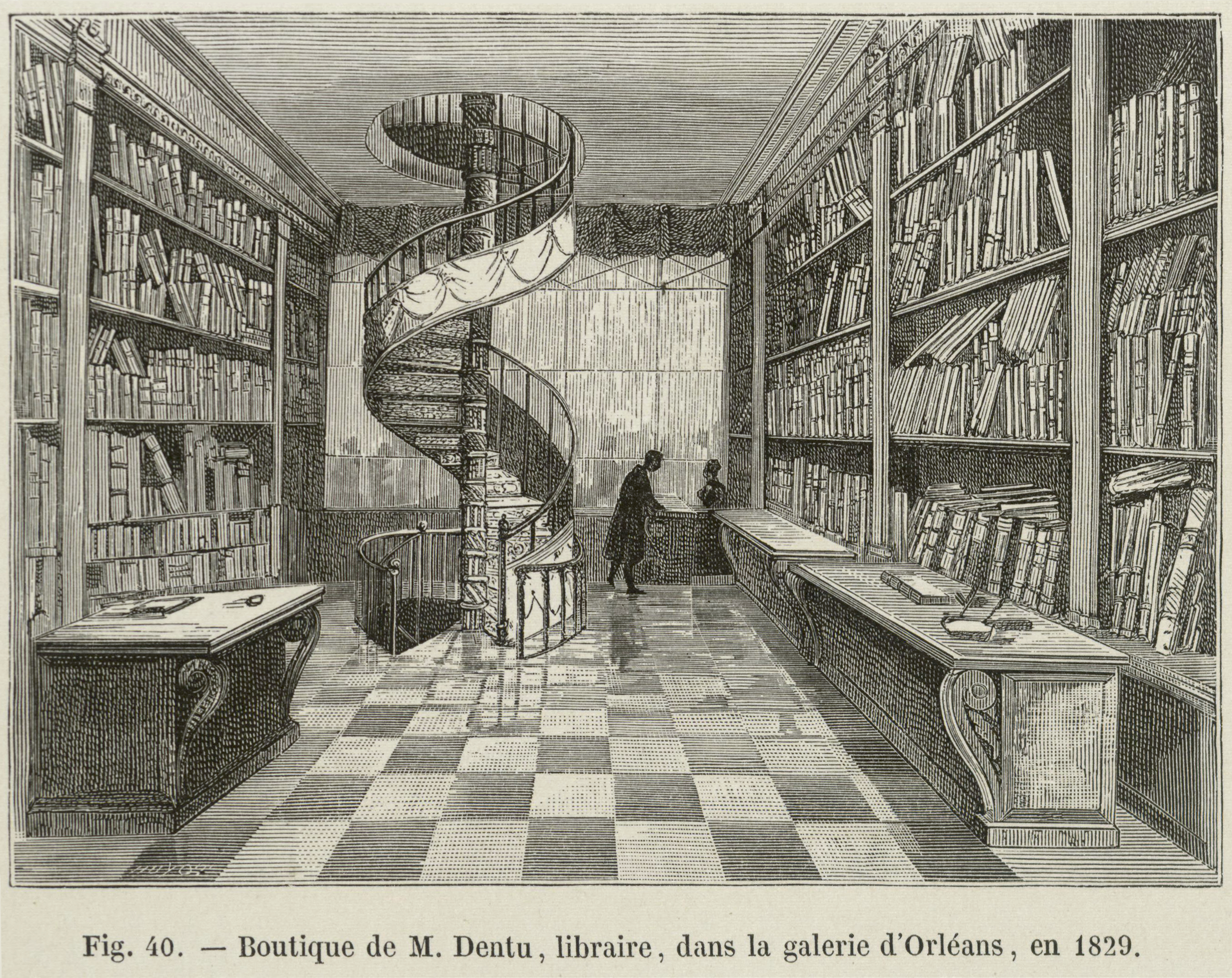
Buchhandlung von M. Dentu in der Galerie, 1829 (Darstellung von 1875/82)

Zwischen dem Péristyle de Valois und dem Péristyle de Montpensier befand sich in Ost-West-Richtung ein breiter Gang, die Geschäfte befanden sich auf den Seiten davon im Norden und Süden. Mittig befand sich von Nord nach Süd ein kleiner Durchgang zwischen Ehrenhof und Garten. Die Geschäfte waren unterschiedlich groß und verfügten über Wendeltreppen, die vom ersten in das zweite Stockwerk führte. Der breite Ost-West-Gang war mit einem Tonnendach mit Laterne aus Eisen überspannt, das vollständig verglast war.
Die Geschäfte hatten Schaufenster zum zentralen Gang, wo sich auch die Eingänge befanden, sowie rückwärtig zu den Kolonnaden am Ehrenhof und zum Garten (Galerie de la Cour und Galerie du Jardin).

## Geschichte

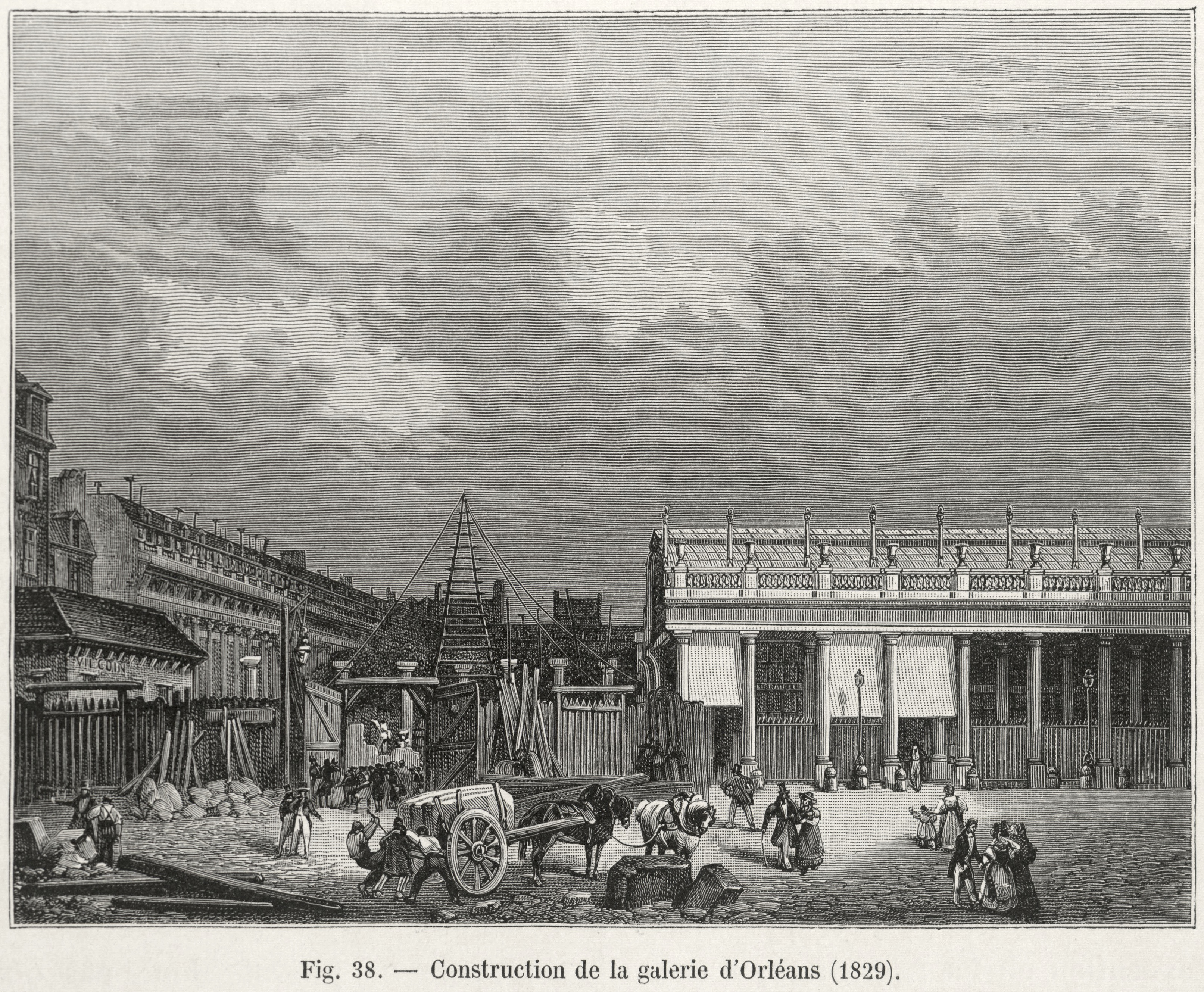
Errichtung der Galérie d’Orléans 1829, Ansicht vom Ehrenhof aus (Darstellung von 1875/82)

Louis-Philippe ließ den Palais Royal, der durch die Revolution verwahrlost war, durch Fontaine ab 1818 wiederherstellen. Er fügte im Westen die Pavillons Montpensier und Valois hinzu, die er ab 1829 mit der Galerie d’Orléans verband. Die an die Cour d’honneur angrenzende Ost- und Westfassade versah er ebenfalls mit einer Kolonnade. Die Galerie d’Orléans ersetzte die zuvor an identischer Stelle befindliche Galerie de Bois, eine hölzerne Passage.
Die Architektur der Galerie d’Orléans steht am Beginn der Entwicklung der überdachten Ladenpassage, die ihren Höhepunkt in Bauwerken wie der Galleria Vittorio Emanuele II fand. Während nutzungsähnliche frühere Bauten durch runde Öffnungen Tageslicht aus der Decke erhielten, nutzte Fontaine bei diesem Bauwerk eine vollständig verglastes Gewölbe, welches den Eindruck entstehen ließ, man befände sich im Außenraum, während man gleichzeitig vor dem Wetter geschützt war.
In der Galerie d’Orléans befand sich um 1910 das Office colonial des Ministère de colonies.
1935 wurde im Rahmen der Restauration des Palais Royal die Galerie entfernt.
Im Jahr 2012 wurde aufgrund umfangreicher Arbeiten im Gebäude der Comédie-Française (Salle Richelieu) ein temporäres Gebäude namens Théâtre Éphémère in die Galerie d’Orléans eingefügt. Es handelt sich um ein Theater in Holzkonstruktion mit 750 Plätzen, das von Alain-Charles Perrot, dem Chefarchitekten der Monument historique, entworfen wurde. Es wurde am 11. Januar 2012 eingeweiht und blieb bis März 2013 in Betrieb.